# Олдгейт-Іст (станція метро)
51°30′54.72″ пн. ш. 0°4′19.92″ зх. д. / 51.5152000° пн. ш. 0.0722000° зх. д.

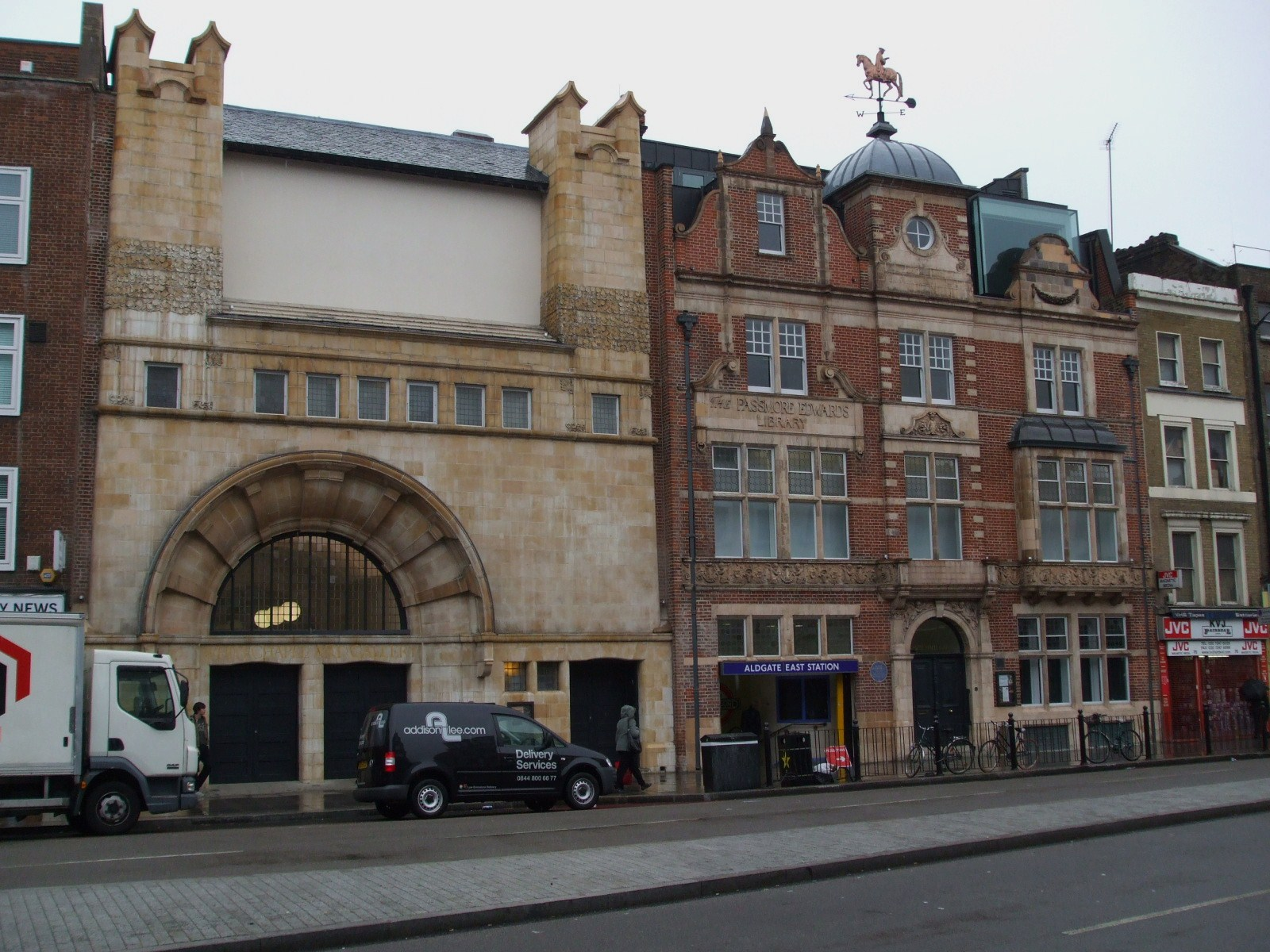
Вхід до вестибюля станції Олдгейт-Іст

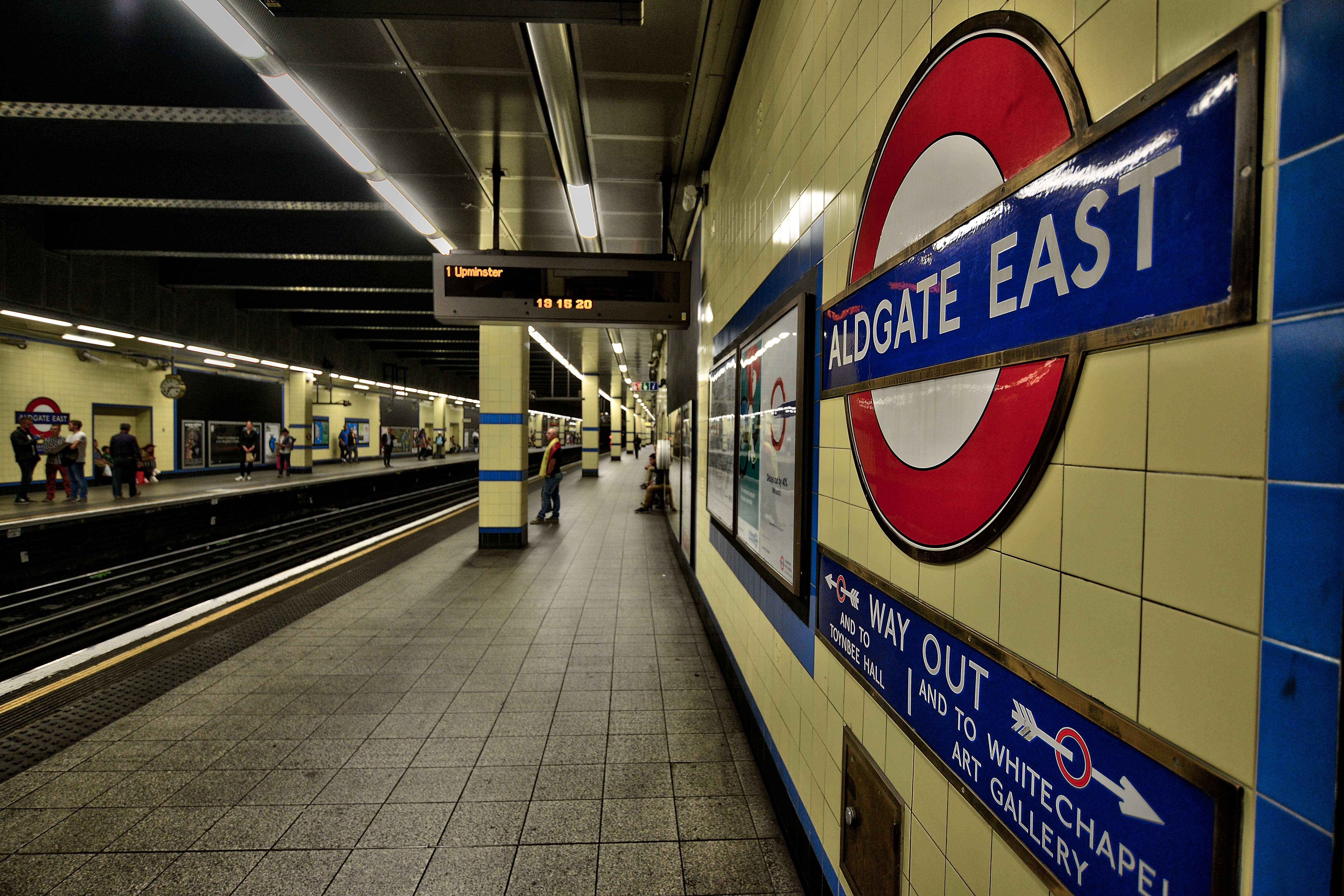
Платформи станції Олдгейт-Іст

Олдгейт-Іст (англ. Aldgate East) — станція Лондонського метрополітену під Вайтчепел-роуд, Олдгейт, Спіталфілдс, Лондон. Знаходиться у 1-й тарифній зоні, на лінії Дистрикт між станціями Тауер-гілл та Вайтчепл, на Гаммерсміт-енд-Сіті — між Ліверпуль-стріт та Вайтчепел. Пасажирообіг на 2017 рік — 14.00 млн осіб
Станцію відкрито 6 жовтня 1884 у складі District Railway (сьогоденна Дистрикт)

## Пересадки
На автобуси оператора London Buses маршрутів 15, 25, 115, 135, 205, 254 та нічних маршрутів N15, N25, N205, N253, N550.

## Послуги
| Попередня станція | Лінія | Лінія                                      | Лінія | Наступна станція |
| ----------------- | ----- | ------------------------------------------ | ----- | ---------------- |
| Ліверпуль-стріт   |       | Лондонське метро Лінія Гаммерсміт-енд-Сіті |       | Вайтчепел        |
| Тауер-гілл        |       | Лондонське метро Лінія Дистрикт            |       | Вайтчепел        |